# ماونو فالكينين
ماونو فالكينين (بالفنلندية: Mauno Valkeinen)‏ (12 يناير 1930 – 25 فبراير 2015) هو سبّاح فنلندي راحل، مثّل بلاده في الألعاب الأولمبية الصيفية 1952.

## روابط خارجية
ماونو فالكينين على موقع أوليمبيديا (الإنجليزية)